# Хонсбергер, Росс
Росс Хонсбергер (англ. Ross Honsberger; 2 июня 1929 — 3 апреля 2016) — канадский математик.

## Жизнь
Хонсбергер изучал математику в университете Торонто, получив степень бакалавра, а затем в течение десяти лет работал преподавателем в Торонто. Затем он продолжил свое обучение в университете Ватерлоо (степень магистра). С 1964 года он работал на математическом факультете, где впоследствии стал почетным профессором. Он занимался комбинаторикой и оптимизацией, особенно математическим образованием. Он разработал учебные курсы, например, по комбинаторной геометрии, часто читал лекции для студентов и учителей математики и был редактором «Математического бюллетеня средней школы Онтарио». Он написал множество книг по элементарной математике (геометрия, теория чисел, комбинаторика, теория вероятностей) и о «творческой математике» (Creative Mathematics) (часто в Математической Ассоциации Америки, МАА), причем он сам использовал книгу Ганса Радемахера и Отто Теплица о числах и фигурах в качестве образца. Часто он подбирал задачи для Международной математической олимпиады и для других соревнований.
Эдсгер В. Дейкстр назвал его книгу «Математические жемчужины» «восхитительной».

## Замечание
- Что такое «творческая математика», можно узнать прочитав книгу профессора Х. С. Уолла (1902—1971)[4] Её цель состояла в том, чтобы помочь студентам развить свои математические способности, помочь им овладеть искусством математики и научить их создавать математические идеи. Эта книга, по словам Уолла, "не является сборником математических фактов и изобретений", на которые не следует смотреть, как знаток искусства глядит на картины. Это, скорее, альбом для рисования, в котором читатели пробуют свои силы в математических открытиях.
- Какое-то понятие о творческой математике дает и книга Д. Пойа «Математическое открытие».2 изд. — М.,1976.

## Книга — перевод на русский
Хонсбергер Р. Математические изюминки. М.: Наука, 1992. 174 с.

### Замечание
Оригинальное название упомянутой выше книги: «Mathematical Morsels». Поэтому более дословный перевод названия мог бы звучать «Математические отрывки» или «Фрагменты из математики».

## Книги
- Ingenuity in Mathematics, New Mathematical Library, Random House. Publisher:

Mathematical Association of America, 1970. 216 p.// https://b-ok.cc/book/2078651/345b69
(Изобретательность в математике, Новая математическая библиотека. 1970)
- Mathematical Gems, MAA 1973, 2003 (Mathematical Expositions Dolciani Vol.1), German Mathematical gems of elementary combinatorics, number theory and geometry, Wiley, 1990, ISBN 3-528-08474-X, Chapter «The Story of Louis Posa».

(Математические жемчужины, MAA 1973, 2003 (Математические выставки Dolciani Vol.1), Немецкие математические драгоценные камни элементарной комбинаторики, теории чисел и геометрии, Вайли, 1990, ISBN 3 528 08474 X, Глава «История Луи Посы»).
- Mathematical Gems 2, MAA 1975 (Vol.2 Dolciani Mathematical Expositions)

(Математические жемчужины 2, MAA 1975 (Vol.2 Dolciani математические выставки))
- Mathematical Gems 3, MAA 1985, 1991 (vol.9 Dolciani Mathematical Expositions)

(Математические жемчужины 3, MAA 1985, 1991 (vol.9 Dolciani математические выставки))
- Mathematical Morsels, MAA 1978 (Vol.3 Dolciani Mathematical Expositions)[5]

(Фрагменты из математики, MAA 1978 (Vol.3 Dolciani математические выставки))
- More Mathematical Morsels, MAA 1991 (Dolciani Bd.10 Mathematical Expositions)

(Ещё больше фрагментов из математики, MAA 1991 (BD 10 Dolciani математические выставки))
- Mathematical Plums, MAA 1979 (vol.4 Dolciani Mathematical Expositions)

(Математические сливы, MAA 1979 (vol.4 Dolciani математические выставки))
- Mathematical Chestnuts from around the world, MAA 2001 (Dolciani Bd.24 Mathematical Expositions)

(Математические каштаны со всего мира, MAA 2001 (BD 24 Dolciani Математические выставки))
- Mathematical Diamonds, MAA 2003[6]

(Математические алмазы)

## MAA 2003
- In Pólya’s Footsteps, MAA 1997 (Dolciani Bd.19 Mathematical Expositions)

(По следам Пойа, MAA 1997 (BD 19 Dolciani математические выставки))
- Episodes in nineteenth and twentieth century euclidean geometry, MAA 1995

(Эпизоды в девятнадцатом и двадцатом веке из евклидовой геометрии)

## MAA 1995
- From Erdos to Kiev — Problems of Olympiad Caliber, MAA 1997[7]

(От Эрдёша в Киев — проблемы калибра олимпиады)

## MAA 1997
- Mathematical Delights, MAA 2004 (Dolciani Mathematics Expositions Bd.28)

(Математические восхищения, MAA 2004 (BD 28 выставок математики Dolciani))